# ألانين
ألانين أو آلانين هو أحد الأحماض الأمينية المشهورة المتواجدة في البروتينات، ويوجد أحيانا بشكل حر في البلازما وصيغته الكيميائية تعطى على الشكل التالي CH3CH(NH2)COOH أما تشكيله الفراغي فيمكن رسمه على الشكل التالي :

## اقرأ أيضا
- طرف كربوكسيلي
- بيتا-ألانين
- طرف أميني
- حمض أميني
- فينيل ألانين